# Richard D. Gholson

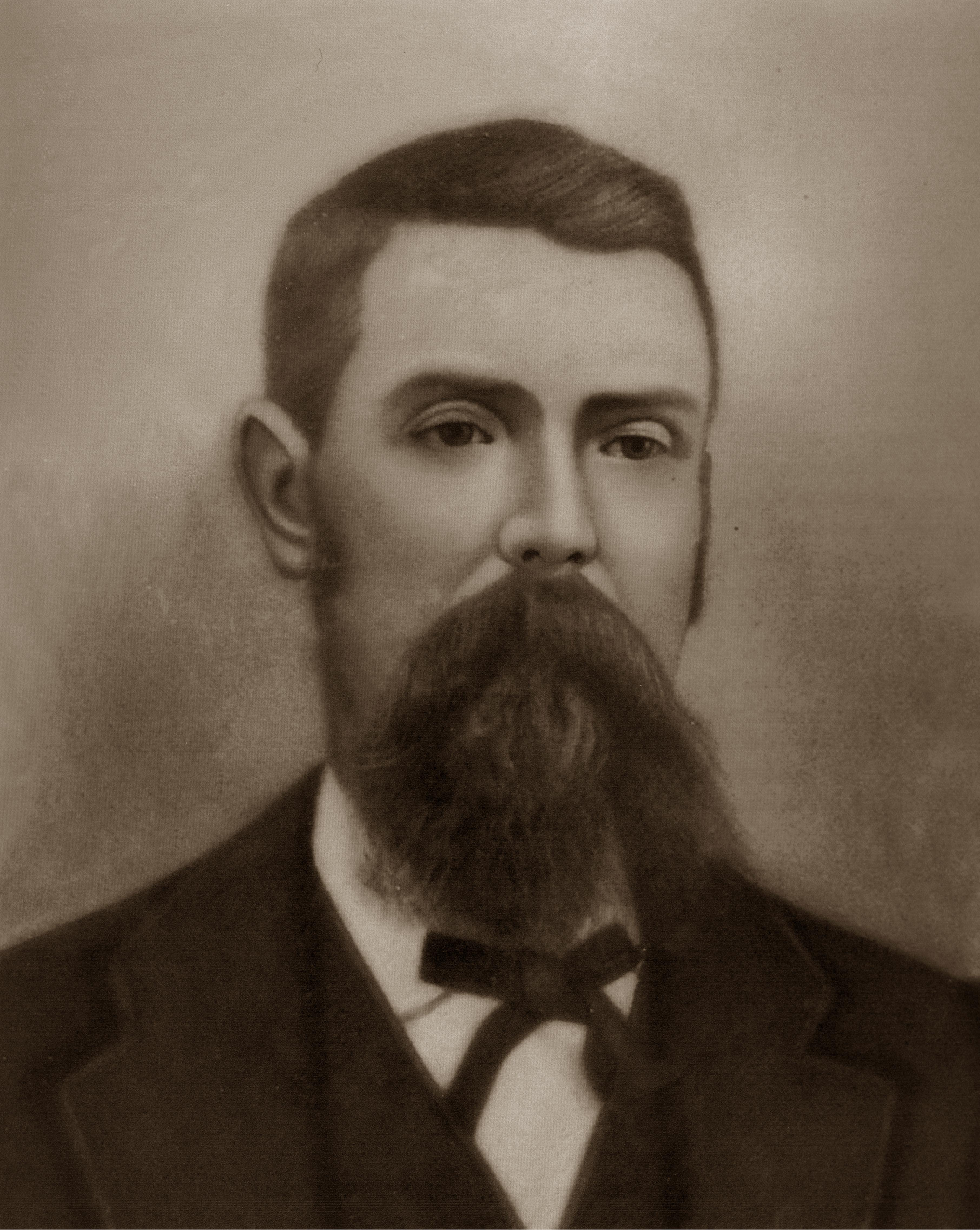
Richard D. Gholson

Richard Dickerson Gholson (* 31. Januar 1804 in Caldwell, Garrard County, Kentucky; † 23. August 1862 in Troy, Tennessee) war ein US-amerikanischer Politiker und von 1859 bis 1861 der dritte Gouverneur des Washington-Territoriums.

## Frühe Jahre
Richard Gholson wuchs in Kentucky auf. Dort studierte er Jura und dort praktizierte er auch als Rechtsanwalt. Während des Mexikanisch-Amerikanischen Krieges war er Hauptmann in einer aus Freiwilligen bestehenden militärischen Einheit der US-Armee.

## Politische Laufbahn
Zwischen 1851 und 1855 saß er im Senat von Kentucky. Er war auch an der Ausarbeitung einer neuen Verfassung für diesen Bundesstaat beteiligt. Bei den Präsidentschaftswahlen des Jahres 1856 war Gholson ein Anhänger von James Buchanan, für den er in Kentucky Wahlkampf machte. Im Jahr 1859 revanchierte sich Buchanan mit der Ernennung Gholsons zum Gouverneur im Washington-Territorium. Dieses Amt übte Gholson bis zum 4. März 1861 aus. Das war der Tag, an dem Abraham Lincoln als US-Präsident vereidigt wurde. In seinem Rücktrittsgesuch stellte er klar, dass er nicht einen Tag unter dem neuen Präsidenten arbeiten wollte. Nach der Aufnahme von Oregon als Bundesstaat 1859 in die Union wurden die östlichen Teile des Oregon-Territoriums, einschließlich des südlichen Idaho, Teile von Wyoming westlich der kontinentalen Wasserscheide (damals Nebraska-Territorium) und ein kleiner Teil des heutigen Ravalli County in Montana dem Washington-Territorium beigefügt.

## Weiterer Lebenslauf
Nach seinem Rücktritt kehrte er zunächst nach Kentucky zurück. Als dann der Bürgerkrieg ausbrach, zog er nach Tennessee, weil er sich dort sicherer fühlte. Aus der vorhandenen Quelle geht auch hervor, dass er Sklavenhalter war, was seine harsche Einstellung gegenüber Präsident Lincoln und den Republikanern erklärt. Richard Gholson kam am 23. August 1862 bei einem Unfall ums Leben. Zusammen mit seiner 1883 verstorbenen Frau Mary hatte er elf Kinder.